# Playa de la Fustera
La cala de la Fustera es una playa de arena del municipio español de Benisa, en la provincia de Alicante.
Esta playa limita al norte con la Cala Pinets y al sur con la cala de Les Basetes y tiene una longitud de 112 m, con una amplitud de 33 m.
Se sitúa en un entorno aislado, disponiendo de acceso por calle. Cuenta con paseo marítimo y aparcamiento delimitado. Dispone de acceso para discapacitados. Es una playa balizada.
Esta playa cuenta con el distintivo de Bandera Azul.
- Datos: Q6079112
- Multimedia: Cala de la Fustera / Q6079112